# Мессон
Мессо́н (фр. Messon) — коммуна во Франции, находится в регионе Шампань — Арденны. Департамент — Об. Входит в состав кантона Эстиссак. Округ коммуны — Труа.
Код INSEE коммуны — 10240.
Коммуна расположена приблизительно в 135 км к юго-востоку от Парижа, в 85 км юго-западнее Шалон-ан-Шампани, в 13 км к западу от Труа.

## Население
Население коммуны на 2008 год составляло 430 человек.
| 1962 | 1968 | 1975 | 1982 | 1990 | 1999 | 2008 |
| ---- | ---- | ---- | ---- | ---- | ---- | ---- |
| 200  | 188  | 205  | 258  | 302  | 297  | 430  |

## Администрация
| Период | Период | Фамилия           | Партия | Примечания |
| ------ | ------ | ----------------- | ------ | ---------- |
| 2001   | 2008   | Мартин Жийе       |        |            |
| 2008   |        | Жан-Мишель Фрамри |        |            |

## Экономика
В 2007 году среди 279 человек в трудоспособном возрасте (15—64 лет) 220 были экономически активными, 59 — неактивными (показатель активности — 78,9 %, в 1999 году было 72,8 %). Из 220 активных работали 202 человека (111 мужчин и 91 женщина), безработных было 18 (8 мужчин и 10 женщин). Среди 59 неактивных 25 человек были учениками или студентами, 25 — пенсионерами, 9 были неактивными по другим причинам.